# 강서진
강서진(2001년 8월 18일~)은 대한민국의 여자 모델이다.

## 경력
- 패션쇼 'The Centaur', 'Flea Madonna', 'Tell The Truth', 'Min Ju Kim', 'Kiok', 'Dew E Dew E' 모델
- 패션쇼 'SJYP', 'Youser', 'Sewing Boundaries', 'A Bell', 'Make:D', 'Why jay', 'V`s atelier', 'Dailymirror' 모델
- 매거진 'Vogue', 'L'officiel Hommes', 'Elle', 'Ledebut', 'Looktique'